# Літературна премія Сент-Луїса
Літературна премія Сент-Луїса вручається щорічно з 1967 року видатним діячам літератури. Її спонсорує бібліотека університету Сент-Луїса.

## Переможці
Лауреати:
- 2023 Ніл Гейман[2]
- 2022 Арундаті Рой[3]
- 2021 Зеді Сміт[4][3]
- 2020 Майкл Шейбон[3]
- 2019 Едвідж Дантіка[3]
- 2018 Стівен Сондгейм[3]
- 2017 Маргарет Етвуд[3]
- 2016 Майкл Ондатже[5][3]
- 2015 Давид Гроссман[6][3]
- 2014 Джанет Вінтерсон[7][8][3]
- 2013 не вручалася[3]
- 2012 Тоні Кушнер[3]
- 2011 Маріо Варгас Льоса[3]
- 2010 Дон Делілло[3]
- 2009 Салман Рушді[3]
- 2008 Едгар Лоренс Доктороу[3]
- 2007 Вільям Гесс[3]
- 2006 Майкл Фрейн[3]
- 2005 Річард Форд[3]
- 2004 Гаррі Віллс[3]
- 2003 Маргарет Драббл[3]
- 2002 Джоан Дідіон[3]
- 2001 Саймон Шама[3]
- 2000 Наварре Скотт Момадей[3]
- 1999 Чінуа Ачебе[3]
- 1998 Шеймас Гіні[3]
- 1997 Стівен Емброуз[3]
- 1996 Антонія Фрейзер[3]
- 1995 Едвард Олбі[3]
- 1994 Стівен Джей Гулд[3]
- 1993 Девід Маккалоу[3]
- 1992 Шелбі Фут[3]
- 1991 Август Вілсон[3]
- 1990 Том Вулф[3]
- 1989 Річард Вілбер[3]
- 1988 Джойс Керол Оутс[3]
- 1987 Джон Апдайк[3]
- 1986 Сол Беллоу[3]
- 1985 Вокер Персі[3]
- 1984 не вручалася[3]
- 1983 Юдора Велті[3]
- 1982 Вільям Стайрон[3]
- 1981 Джеймс Міченер[3]
- 1980 Артур Міллер[3]
- 1979 Говард Немеров[3]
- 1978 Мортімер Адлер[3]
- 1977 Роберт Пенн Воррен[3]
- 1976 Річард Бакмінстер Фуллер[3]
- 1975 Джон Гоуп Франклін[3]
- 1974 Теннессі Вільямс[3]
- 1973 Джеймс Фаррелл[3]
- 1972 Френсіс Ворнер[3]
- 1971 Барбара Такман[3]
- 1970 Вістен Г'ю Оден[3]
- 1969 Джордж Плімптон[3]
- 1968 Жак Барзун[3]
- 1967 Генрі Стіл Коммагер[3]